# 福格社區

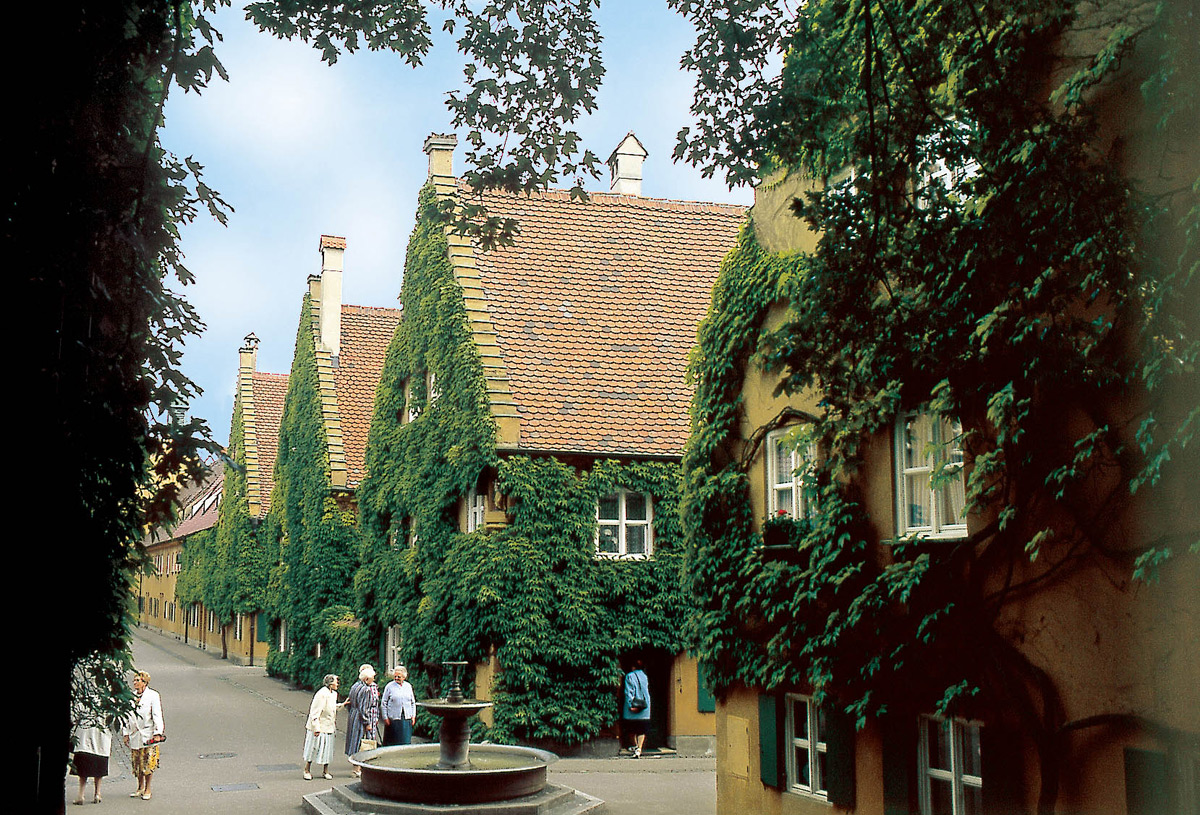

奧格斯堡的福格社區（德語：Fuggerei）是現存最古老的社會住宅區之一。 該排屋定居點是由雅各布·富格爾（Jakob Fugger "der Reiche"）在 1521 年捐贈的。今天，奧格斯堡 150 名貧困的天主教徒公民住在 67 棟房屋的 140 套公寓中，年租金為約 0.88 歐元。 為此，居民每天為創辦人及其家族誦讀《主禱文》及《聖母經》等。至今，該些住居設施仍由創辦者的基金會之資產維護。 Fürstlich und Gräflich Fugger Family Seniorat 作為 Princely 和 Gräflich Fugger 基金會管理機構的監督機構，負責監督 Fuggerei 和八個創辦者家族的基金會。

## 描述
租金仍是每年一個萊茵荷蘭盾（英語：Rhenish guilder；德語：Rheinischer Gulden；拉丁語：florenus Rheni），以及每天為 Fuggerei 的所有者做三個日常祈禱 — 《主禱文》、《聖母經》和《尼西亞信經》，並在社區兼職。 另有長年不變的要求：必須在奧格斯堡生活至少兩年，信奉天主教，且沒因債務而變得貧困。每天晚上 10 點，社區的五個大門即會關閉。
該地區的住房單元由 45 至 65 平方米（500 至 700 平方英尺）的公寓組成，每個單元都有自己的臨街道入口。沒有合住的住宿；每個家庭都有自己的公寓，包括廚房、客廳、臥室和一間小空房，總共約60平方米。底樓的公寓均設有小花園和花園棚，而樓上的公寓則設有閣樓。所有公寓均配備現代便利設施，例如電視和自來水。一樓的公寓無人居住，作為博物館向公眾開放。門鈴形狀精美，每一個都是獨一無二的，可以追溯到安裝路燈之前，當時居民可以通過在黑暗中觸摸把手來識別各自的門。

## 維護
Fuggerei 由成立於 1520 年的慈善信託基金支持，雅各布·富格爾（Jakob Fugger）以 10,000 荷蘭盾的初始存款資助了該信託基金。 據《華爾街日報》報導，該信託得到了精心管理，其大部分收入來自林業控股，自 17 世紀以來，富格家族在高收益投資上虧本後一直青睞林業控股。該信託的年回報率在通貨膨脹後的 0.5% 到 2% 之間不等。
截至 2020 年，參觀 Fuggerei 的費用為 6.50 歐元，是年租金的七倍多。

## 外部連結
- Official site （页面存档备份，存于）

48°22′08″N 10°54′15″E / 48.36889°N 10.90417°E